# 拉卡翁島
11°02′24″N 123°12′08″E / 11.04000°N 123.20222°E
拉卡翁島是菲律賓的島嶼，位於米沙鄢海，屬於維薩亞斯群島的一部分，由西維薩亞斯負責管轄，面積0.13平方公里，是熱門的旅遊地點，人口約2,000。

## 外部連結
- Cadiz City, Places to Visit
- Boracay Meets Lakawon （页面存档备份，存于）